# Patricia Hunt
Patricia A. Hunt est professeure émérite Meyer à l'Université d'État de Washington.  Elle est surtout connue pour avoir montré l'effet néfaste du bisphénol A sur le système reproducteur des mammifères.

## Carrière
Patricia Hunt fait ses études de premier cycle à l'Université d'État du Michigan. Elle obtient un PhD en 1983 à l'Université d'Hawaï avec une thèse sur la biologie de la reproduction, réalisée sous la direction de Patricia Jacobs. Elle effectue un postdoctorat de deux ans avec Paul Burgoyne à l'unité de développement des mammifères du MRC et un postdoctorat d'un an avec Eva Eicher au Jackson Laboratory. Elle est professeure à l'Université Emory de 1988 à 1992, puis à l'Université Case Western Reserve. En 2005, elle rejoint l'Université d'État de Washington où elle est professeure distinguée Meyer à l'École des biosciences moléculaires. 

## Recherche
Patricia  Hunt travaille principalement sur l'aneuploïdie humaine, les cellules germinales des mammifères et la méiose. En 2018, son équipe a découvert que les bisphénols de remplacement (Bisphénol S, BPF, BPAF, diphénylsulfone) affectent également la santé reproductive, et ce sur plusieurs générations.
Ses derniers travaux portent sur les effets sur la reproduction de l’exposition aux produits chimiques ayant une activité œstrogénique.

## Distinctions
- Prix Gabbay (en)
- Prix March of Dimes